# Apinac
Apinac is een gemeente in het Franse departement Loire (regio Auvergne-Rhône-Alpes) en telt 304 inwoners (1999). De plaats maakt deel uit van het arrondissement Montbrison.

## Geografie
De oppervlakte van Apinac bedraagt 15,7 km², de bevolkingsdichtheid is 19,4 inwoners per km².
De onderstaande kaart toont de ligging van Apinac met de belangrijkste infrastructuur en aangrenzende gemeenten.

## Demografie
Onderstaande figuur toont het verloop van het inwonertal (bron: INSEE-tellingen).

## Geboren
- Pierre Gagnaire (1950), topchef